# Stefan Lex (Fußballspieler)
Stefan Lex (* 27. November 1989 in Erding) ist ein ehemaliger deutscher Fußballspieler. Er spielte zuletzt bis zur Saison 2022/23 für den TSV 1860 München.

## Karriere
Der im bayerischen Erding geborene Lex spielte in der Jugend für den FC Eitting und SC Eintracht Freising. Im Sommer 2009 wechselte der Stürmer zum TSV Buchbach, wo er sich in den folgenden Jahren zu einem regelmäßigen Torschützen entwickelte. Nach 16 Toren in 20 Spielen der Regionalliga-Saison 2012/13 wurde die SpVgg Greuther Fürth auf ihn aufmerksam und verpflichtete ihn Anfang 2013. In der zweiten Mannschaft der Kleeblättler kam Lex auf regelmäßige Einsätze, konnte sich aber, trotz des Besitzes eines Profivertrages und regelmäßiger Torerfolge, aufgrund massiver Konkurrenz im Sturm der Fürther für keinen Einsatz in der 1. oder 2. Bundesliga empfehlen. Aufgrund der fehlenden sportlichen Perspektive wechselte der Offensivspieler in der Winterpause der Saison 2013/14 zum Ligakonkurrenten FC Ingolstadt 04. Für die Schanzer bestritt Lex am 14. Februar 2014, dem 21. Spieltag, bei dem 2:0-Heimerfolg gegen den TSV 1860 München seinen ersten Zweitligaeinsatz, als er vom Trainer Ralph Hasenhüttl in der Startelf aufgeboten und in der 57. Minute gegen Christian Eigler ausgewechselt wurde.
Mit dem FC Ingolstadt stieg Lex 2015 in die Fußball-Bundesliga auf, wo er am 8. Spieltag beim ersten Heimerfolg des Vereins mit dem Treffer zum 2:0-Endstand gegen Eintracht Frankfurt gleichzeitig sein erstes Bundesligator erzielte. Am Ende der Saison 2016/17 stieg er mit Ingolstadt wieder in die 2. Bundesliga ab. Zum Ende der Saison 2017/18 verließ Lex den FC Ingolstadt.
Zur Saison 2018/19 wechselte der bekennende Fan der „Löwen“ zum Drittligaaufsteiger TSV 1860 München. Nach dem Abgang von Sascha Mölders während der Saison 2021/2022 wurde Lex Kapitän und blieb das bis zu seinem Karriereende. Im Mai 2023 bestritt Lex beim 2:2-Unentschieden in Zwickau sein letztes Spiel und beendete seine Karriere als Spieler, nachdem er im Spiel zuvor gegen Waldhof Mannheim mit dem 1:0 das letzte Tor seiner Karriere zum 3:1-Heimsieg beigesteuert hatte. Lex hat einen Bachelor-Abschluss im Bereich Sportmarketing und sollte dem TSV nach seiner aktiven Karriere erhalten bleiben.
Seit September 2024 ist Lex Co-Trainer und Teammanager des TSV 1860.

## Erfolge
FC Ingolstadt 04
- Deutscher Zweitligameister und Aufstieg in die Fußball-Bundesliga: 2015

TSV 1860 München
- Sieger des Bayerischen Toto-Pokals: 2020